# Lessonina
Lessonina is een geslacht van weekdieren uit de klasse van de Gastropoda (slakken).

## Soort
- Lessonina ferruginea (Lesson, 1831)